# Llano de Guadalupe
Llano de Guadalupe är en ort i Mexiko.   Den ligger i kommunen Heroica Ciudad de Tlaxiaco och delstaten Oaxaca, i den sydöstra delen av landet, 300 km sydost om huvudstaden Mexico City. Llano de Guadalupe ligger 2 465 meter över havet och antalet invånare är 574.
Terrängen runt Llano de Guadalupe är huvudsakligen kuperad, men västerut är den bergig. Runt Llano de Guadalupe är det glesbefolkat, med 14 invånare per kvadratkilometer. Närmaste större samhälle är Heroica Ciudad de Tlaxiaco, 12,7 km nordväst om Llano de Guadalupe. Trakten runt Llano de Guadalupe består i huvudsak av gräsmarker.